# アーサー・シャークリフ

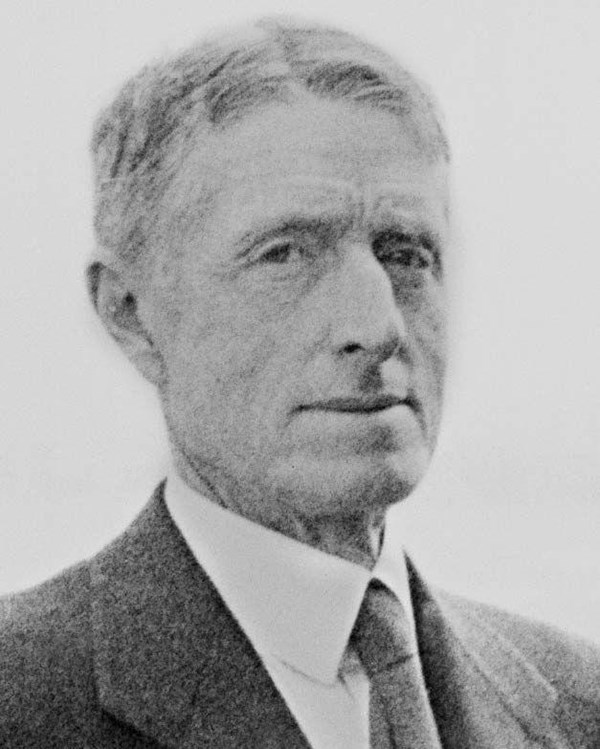
アーサー・シャークリフ

アーサー・シャークリフ（アーサー・アサヘル・シャークリフ、Arthur Asahel Shurcliff、1870年4月12日 - 1957年11月12日、出生時はArthur Asahel Shurtleff、アーサー・アサヘル・シュトゥルフ) は、アメリカ合衆国のランドスケープアーキテクト。
キャリア30年以上にわたってランドスケープ・アーキテクト、都市計画家として活躍した後、1928年、ジョン・D・ロックフェラー・ジュニアとボストンのペリー・ショー＆ヘップバーン建築事務所からの依頼で、ヴァージニア州のコロニアル・ウィリアムズバーグの庭園、周辺景観、都市計画について修復および再生のチーフ・ランドスケープ・アーキテクトとしての要請を受け、1941年に引退するまでその職を務めた。これは彼のキャリアの中では最大かつ最も重要な仕事であった。

## 生涯
マサチューセッツ州ボストンで生まれ、マサチューセッツ工科大学で工学を専攻（1889～1894年）したが、その後チャールズ・エリオットと フレデリック・ロー・オルムステッドと出会い、彼らの勧めでハーバード大学に入学し、美術史、測量学、園芸学、デザインを学ぶ。1896年の卒業後、ブルックラインのオルムステッド・ブラザーズ造園設計事務所に入社。
1899年、フレデリック・ロー・オルムステッド・ジュニアに協力し、母校ハーバード大学にアメリカ合衆国初の4年制造園学校を設立（後のハーバード大学デザイン大学院）。
1904年、ボストンで独立。翌1905年にマーガレット・ホーマー・ニコルズと結婚し、6人の子供をもうけた。アメリカ造園家協会(American Society of Landscape Architects)の初期メンバーであり、後に会長を2期務めた（1928～1932年）。1909年、マサチューセッツ州都市整備委員会にボストン都市圏全域の道路整備計画案を提出。同市交通を改善するために放射状と円周状の連結道路を提案、これは当時としてははるかに先端をいっていた計画案だった。1920年には、古い埠頭に道を空けるためにプリマス・ロックを一時的に移動後、低い護岸背後に設ける水辺遊歩道建設を担当。シャークリフの設計に従って進められる。水辺は岩を置き換えるときに岩が水面と同じ高さになるようにして取り除かれて、景観が整えられた。
ほかにボストン公園局、メトロポリタン地区委員会、メトロポリタン計画委員会のコンサルタントなどの要職を務めた。
1930年、姓をシャークリフに変えたのは、「姓の古い綴り」に合わせるためだったという

## 作品
コロニアル・ウィリアムズバーグの庭園や、都市の景観、都市計画に加え、公共事業としては、オールド・スターブリッジ・ヴィレッジ (Old Sturbridge Village) 、チャールズ・リバー・エスプラネード、フレデリック・ロー・オルムステッドが手掛けたバックベイ・フェンズ (Back Bay Fens) の再設計、フランクリン・パーク動物園 (Franklin_Park_Zoo) などがよく知られている。マサチューセッツではニューベリーポートのバートレット・モール改良、ボストンではノースエンド (North End, Boston) のポール・リビア・モール（プラドとも呼ばれる）、チャールスタウンのジョン・ハーバード・モールなど、フリーダム・トレイル沿いに多くの作品がある。また、ヴァージニア州のカーターズ・グローブ (Carter's Grove) とウィルトン・ハウス・ミュージアム (Wilton House Museum) 、ヴァーモント州プレインフィールドにあるゴダード・カレッジのグレートウッド・ガーデン（Greatwood Gardens）、ニューハンプシャー州ノース・ハンプトンのフラー・ガーデン (Fuller Gardens) 、マサチューセッツ州スターブリッジのウェルズ兄弟の邸宅（オールド・スターブリッジ・ヴィレッジの創設者であり資金提供者）、インディアナ州 フォートウェインの ブルックビュー・アーヴィントン・パーク (Brookview-Irvington Park) 、ラファイエット・プレイス (Lafayette Place Historic District) 、ワイルドウッド・パーク (Wildwood Park Historic District (Fort Wayne, Indiana)) のコミュニティ、マサチューセッツ州イプスウィッチの リチャード・クレーン邸 (Castle Hill (Ipswich, Massachusetts)) など、個人からの依頼物件も多く担当した。

## 親族
妻のマーガレット・ホーマー・シャークリフ（旧姓ニコルズ）は、ローズ・スタンディッシュ・ニコルズ (Rose Standish Nichols) の妹であり、トーマス・ジョンソン (Thomas Johnson) は曾祖父であった。ふたりは1905年に結婚し、6人の子供をもうけた。シドニー・ニコルス・シャークリフ（1906-1981）、サラ・パーソンズ・シャークリフ（2001年没、フランツ・J・インゲルフィンガー (Franz J. Ingelfinger) と結婚）、物理学者ウィリアム・シャークリフ (William Shurcliff) （1909-2006）、発明家ジョン・パーキンス・シャークリフ（1911-1993）、市民活動家エリザベス・ホーマー・シャークリフ（1913-2007）、経済学者アリス・ウォーバートン・シャークリフ（1915-2000）である。

## 参考資料
Cushing, Elizabeth Hope. Arthur A. Shurcliff: Design, Preservation, and the Creation of the Colonial Williamsburg Landscape. 2014. Amherst, MA: Library of American Landscape History and University of Massachusetts Press.